# Ariane 42P
Ariane 42P – francuska rakieta nośna z serii Ariane 4. Wyposażona w 2 dopalacze na paliwo stałe. Startowała 15 razy, z czego 14 było udanych.

## Starty
1. 20 listopada 1990, 23:11 GMT; s/n V-40; miejsce startu: kosmodrom Kourou (ELA-2), Gujana Francuska
Ładunek: Satcom C1, Gstar 4; Uwagi: start udany
2. 10 sierpnia 1992, 23:08 GMT; s/n V-52; miejsce startu: kosmodrom Kourou (ELA-2), Gujana Francuska
Ładunek: Topex/Poseidon, Oscar 23, S80/T; Uwagi: start udany
3. 28 października 1992, 00:15 GMT; s/n V-54; miejsce startu: kosmodrom Kourou (ELA-2), Gujana Francuska
Ładunek: Galaxy 7; Uwagi: start udany
4. 1 grudnia 1992, 22:48 GMT; s/n V-55; miejsce startu: kosmodrom Kourou (ELA-2), Gujana Francuska
Ładunek: Superbird A1; Uwagi: start udany
5. 25 czerwca 1993, 16:23 GMT; s/n V-57; miejsce startu: kosmodrom Kourou (ELA-2), Gujana Francuska
Ładunek: Galaxy 4; Uwagi: start udany
6. 1 listopada 1994, 21:51 GMT; s/n V-69; miejsce startu: kosmodrom Kourou (ELA-2), Gujana Francuska
Ładunek: Astra 1D; Uwagi: start udany
7. 1 grudnia 1994, 04:31 GMT; s/n V-70; miejsce startu: kosmodrom Kourou (ELA-2), Gujana Francuska
Ładunek: PanAmSat 3; Uwagi: start nieudany – awaria generatora gazu w 3. członie
8. 10 czerwca 1995, 01:35 GMT; s/n V-74; miejsce startu: kosmodrom Kourou (ELA-2), Gujana Francuska
Ładunek: DBS 3; Uwagi: start udany
9. 20 kwietnia 1996, 22:36 GMT; s/n V-85: miejsce startu: kosmodrom Kourou (ELA-2), Gujana Francuska
Ładunek: M-SAT 1; Uwagi: start udany
10. 11 września 1996, 00:00 GMT; s/n V-91: miejsce startu: kosmodrom Kourou (ELA-2), Gujana Francuska
Ładunek: Echostar 2; Uwagi: start udany
11. 27 lutego 1998, 22:38 GMT; s/n V-106: miejsce startu: kosmodrom Kourou (ELA-2), Gujana Francuska
Ładunek: Hot Bird 4; Uwagi: start udany
12. 2 kwietnia 1999, 22:03 GMT; s/n V-117; miejsce startu: kosmodrom Kourou (ELA-2), Gujana Francuska
Ładunek: Insat 2E; Uwagi: start udany
13. 12 sierpnia 1999, 22:52 GMT; s/n V-118; miejsce startu: kosmodrom Kourou (ELA-2), Gujana Francuska
Ładunek: Telkom 1; Uwagi: start udany
14. 4 września 1999, 22:34 GMT; s/n V-120; miejsce startu: kosmodrom Kourou (ELA-2), Gujana Francuska
Ładunek: Koreasat 3; Uwagi: start udany
15. 4 maja 2002, 01:31 GMT; s/n V-151;  miejsce startu: kosmodrom Kourou (ELA-2), Gujana Francuska
Ładunek: SPOT-5, Idefix; Uwagi: start udany